# Campionato mondiale di scherma 1985
Il Campionato mondiale di scherma del 1985 si è svolto a Barcellona in Spagna.
Sono stati assegnati 2 titoli femminili e 6 titoli maschili:
- femminile
  - fioretto individuale
  - fioretto a squadre
- maschile
  - fioretto individuale
  - fioretto a squadre
  - sciabola individuale
  - sciabola a squadre
  - spada individuale
  - spada a squadre

## Risultati

### Uomini
| Evento                          | Oro                                                                                     | Argento                                                                                 | Bronzo                                                                                       |
| Spada                           |                                                                                         |                                                                                         |                                                                                              |
| Spada individuale (dettagli)    | Philippe Boisse                                                                         | Jaroslav Jurka                                                                          | Philippe Riboud                                                                              |
| Spada a squadre (dettagli)      | Germania Ovest Alexander Pusch Achim Bellmann Volker Fischer Thomas Gerull Arnd Schmitt | Italia Sandro Cuomo Roberto Manzi Stefano Bellone Angelo Mazzoni Maurizio Randazzo      | Unione Sovietica Vitalij Ahejev Serhij Kravčuk Andrej Šuvalov Aleksandr Možaev Michail Tiško |
| Fioretto                        |                                                                                         |                                                                                         |                                                                                              |
| Fioretto individuale (dettagli) | Mauro Numa                                                                              | Andrea Cipressa                                                                         | Harald Hein                                                                                  |
| Fioretto a squadre (dettagli)   | Italia Mauro Numa Andrea Cipressa Andrea Borella Federico Cervi                         | Germania Ovest Harald Hein Matthias Behr Klaus Reichert Thorsten Weidner Ulrich Schreck | Unione Sovietica Aleksandr Roman'kov Vladimer Aptsiauri Anvar Ibragimov Boris Koreckij       |
| Sciabola                        |                                                                                         |                                                                                         |                                                                                              |
| Sciabola individuale (dettagli) | György Nébald                                                                           | Hristo Etropolski                                                                       | Vasil Etropolski                                                                             |
| Sciabola a squadre (dettagli)   | Unione Sovietica Andrej Alšan Heorhij Pohosov Sergej Mindirgasov Viktor Krovopuskov     | Bulgaria Hristo Etropolski Vasil Etropolski Georgi Čomakov Marin Ivanov                 | Ungheria Imre Bujdosó Imre Gedővári György Nébald József Varga                               |

### Donne
| Evento                          | Oro                                                                                             | Argento                                                                                | Bronzo                                                                                          |
| Fioretto                        |                                                                                                 |                                                                                        |                                                                                                 |
| Fioretto individuale (dettagli) | Cornelia Hanisch                                                                                | Sabine Bischoff                                                                        | Pascale Hachin                                                                                  |
| Fioretto a squadre (dettagli)   | Germania Ovest Cornelia Hanisch Anja Fichtel Sabine Bischoff Susanne Lang Zita-Eva Funkenhauser | Ungheria Gertrúd Stefanek Zsuzsanna Jánosi Edit Kovács Zsuzsanna Szőcs Katalin Győrffy | Unione Sovietica Valentina Sidorova Ol'ga Veličko Ol'ga Voščakina Marina Soboleva Irina Ušakova |

## Medagliere
| Posizione | Nazione          |   |   |   | Totale |
| --------- | ---------------- | - | - | - | ------ |
| 1         | Germania Ovest   | 3 | 2 | 1 | 6      |
| 2         | Italia           | 2 | 2 | 1 | 5      |
| 3         | Ungheria         | 1 | 1 | 1 | 3      |
| 4         | Unione Sovietica | 1 | 0 | 3 | 4      |
| 5         | Francia          | 1 | 0 | 1 | 2      |
| 6         | Bulgaria         | 0 | 2 | 1 | 3      |
| 7         | Cecoslovacchia   | 0 | 1 | 0 | 1      |
| Totale    | Totale           | 8 | 8 | 8 | 24     |